# Kevin de Armas
Kevin Yuran de Armas Rodríguez (ur. 19 stycznia 1998) – kubański zapaśnik walczący w stylu klasycznym. Olimpijczyk z Paryża 2024, gdzie zajął jedenaste miejsce w kategorii do 60 kg.
Zajął 21. miejsce na mistrzostwach świata w 2022. Srebrny medalista igrzysk panamerykańskich w 2023. Triumfator igrzysk Ameryki Środkowej i Karaibów w 2023. Brązowy medalista mistrzostw panamerykańskich w 2023. Wicemistrz panamerykański juniorów w 2016 roku.